# Бикфорд, Чарльз
Чарльз Эмброуз Бикфорд (англ. Charles Ambrose Bickford; 1 января 1891 — 9 ноября 1967) — американский актёр театра, кино и телевидения, известный исполнитель ролей второго плана. Трижды номинировался на премию «Оскар».

## Молодость
Бикфорд родился в Кембридже, штат Массачусетс, в первую минуту нового 1891 года. Был пятым из семи детей. В детстве отличался самостоятельностью и непокорностью, а в девять лет его судили за попытку убийства машиниста, которой своей тележкой случайно убил его собаку, но был оправдан. Будучи подростком, много путешествовал по Америке. До того, как стать актёром, Бикфорд работал лесорубом, агентом по инвестициям и занимался финансовыми проблемами. В Военно-морских силах США был пожарным и кочегаром. Именно в то время его друг предложил работу в бурлеске. Следующие 16 лет своей жизни Бикфорд провёл на сцене.

## Карьера
Бикфорд собирался поступить на инженера в Массачусетский технологический институт, но во время своих путешествий по Америке он познакомился с менеджером бурлеск-шоу, который убедил его принять участие в представлениях. Его дебют состоялся в калифорнийском Окленде в 1911 году. Бикфорду понравилось играть, в результате чего он отказался от поступления в институт. Первый выход на театральную сцену состоялся в 1912 году в бостонском Castle Square Theatre. Бикфорд много путешествовал по стране, участвуя в различных постановках. В 1925 году получил восторженные отзывы критиков за работу в бродвейском спектакле Outside Looking In, где играл вместе с Джеймсом Кэгни (его дебют на Бродвее). Ему предложили роль в фильме «Красавчик Жест» (1926), но он отказался, не захотев уйти с Бродвея на пике своей славы. После хорошо принятой у критиков, но оказавшейся неуспешной среди зрителей пьесы Максвелла Андерсона и Гарольда Хикерсона Gods of the Lightning, рассказывающей о Сакко и Ванцетти (Бикфорд сыграл Сакко), он связался с режиссёром Сесилом Б. Де Миллем и заключил контракт с MGM, получив одну из главных ролей в первом звуковом фильме Де Милля «Динамит» (1929). Позже Бикфорд сыграл в нескольких фильмах продюсера Луиса Б. Майера.
Он стал звездой после роли любовника героини Греты Гарбо в ленте «Анна Кристи» (1930), но ему не было свойственно амплуа романтического героя. На съёмочной площадке Бикфорд часто проявлял свой волевой характер и решал вопросы с помощью силы, особенно когда им пытались помыкать: ударил Де Милля на съёмках «Динамита» и чуть не подрался с Майером. Он отказался от ролей во многих фильмах и не скрывал своего презрения к большей части сценариев, которые ему предлагали. Захотев расторжение контракта с MGM, Бикфорд вскоре его получает, но вместе с тем он оказывается в чёрных списках и на других киностудиях. В течение нескольких лет он перебивался случайными ролями в малозаметных фильмах. В 1935 году во время съёмок ленты Восток Явы актёр получил серьёзные ранения в результате нападения льва. Когда он выздоровел, то потерял не только свой контракт со студией Fox, но и из-за оставшихся на шее шрамов для него была потеряна возможность играть главные роли в фильмах. После этого Бикфорд стал играть характерные роли второго плана, став одним из наиболее ярких актёров Голливуда, сыграв в таких известных фильмах, как «Человек с равнины» (1936), «Песня Бернадетт» (1943), «Дуэль под солнцем» (1946), «Дочь фермера» (1947), «Джонни Белинда» (1948), «Звезда родилась» (1954), «Не как чужой» (1955, премия Национального совета кинокритиков США за лучшую мужскую роль второго плана) и «Непрощённая» (1960).
Бикфорд обнаружил, что у публики, сначала в кино, а потом и на телевидении, он пользуется наибольшим успехом как характерный актёр. Он стал очень популярным благодаря своему внешнему виду — худощавый, поджарый мужчина средних лет — и грубому, мощному голосу. Чаще всего он играл любящих отцов, суровых бизнесменов, спортсменов и капитанов кораблей. В 1940-е годы был трижды номинирован на премию «Оскар» за лучшую мужскую роль второго плана (за фильмы «Песня Бернадетт», «Дочь фермера» и «Джонни Белинда»). Был приглашённой звездой в «Шоу Барбары Стэнвик» и медицинской драме «Одиннадцатый час». Последние годы Бикфорд играл фермера Джона Грейнджера, владелец ранчо Шило, в вестерн-сериале «Вирджинец».
В 1965 году опубликовал автобиографию Bulls Balls Bicycles & Actors.

## Смерть
Чарльз Бикфорд скончался в Лос-Анджелесе в результате заражения крови в возрасте семидесяти шести лет, снявшись за несколько дней до этого в одном из эпизодов сериала Вирджинец. У него остались сын Рекс и дочь Дорис.